# Rozminowanie
Rozminowanie – w działaniach lądowych wykrywanie oraz po wykryciu, identyfikowanie, oznaczanie i neutralizowanie, niszczenie lub usuwanie min oraz innej amunicji wybuchowej, improwizowanych urządzeń wybuchowych i min-pułapek w określonym rejonie w celu umożliwienia kontynuowania działań wojskowych przy zredukowanym poziomie zagrożeń. Rozminowywanie rejonu działań wykonywane jest zazwyczaj przez formacje wojskowe. Może być przeprowadzane zdalnie (z odległości w celu uniemożliwienia zadziałania systemu odpalania urządzenia lub ograniczenia strat własnych), manualnie (poprzez ręczną neutralizację min) lub mechanicznie (poprzez użycie trałów przeciwminowych itp.).
W działaniach lądowych procedurę sprawdzającą, prowadzoną w określonym rejonie po wykonaniu przejścia
lub rozminowaniu drogi albo terenu nazywa się potwierdzeniem rozminowania. Procedura ta przeprowadzana jest w celu zmniejszenia niebezpieczeństwa pochodzącego od min lub innej amunicji wybuchowej, improwizowanych urządzeń wybuchowych i min-pułapek.
Z terminem rozminowanie łączą się następujące pojęcia:
- działania przeciwminowe, operacja przeciwminowa – w lądowych działaniach minowych czynności zmierzające do ograniczenia lub wyeliminowania skutków działania min lub pól minowych,
- wybuchowe niszczenie miny – eksplodowanie głównego ładunku miny spowodowane eksplozją innej miny lub ładunku wybuchowego. Eksplozja może być spowodowana przez przeniesienie detonacji albo przez naprowadzenie ładunku wybuchowego i/lub odpalenie mechanizmu miny,
- niszczenie amunicji wybuchowej – wykrywanie, identyfikacja, ocena na miejscu, rozbrajanie, odzyskiwanie i niszczenie niewybuchów. Może również dotyczyć amunicji wybuchowej, która stała się niebezpieczna ze względu na uszkodzenie lub obniżenie jakości,
- oznakowanie przejścia w polu minowym – w lądowych działaniach minowych oznakowania używane do wskazania przejścia w polu minowym. Oznakowanie przejścia na jego wejściu i wyjściu dowiązane jest do odpowiednich punktów orientacyjnych w terenie lub oznakowań pośrednich.

Po zakończeniu II wojny światowej, w rozminowaniu terytorium Francji uczestniczyło około 3000 ochotników francuskich i prawie 50000 niemieckich jeńców wojennych, którzy zostali przyznani Francji do robot publicznych. W latach 1945–1947 unieszkodliwili oni około 13 milionów min. Przy rozminowaniu życie stracio prawie 500 Francuzów i około 2000 jeńców niemieckich.